# Anastasia Hendrikova
Anastasia Vasilyevna Hendrikova (em russo: Анастасия Васильевна Гендрикова; São Petersburgo, 23 de junho de 1887 – Perm, 4 de setembro de 1918) foi uma condessa e dama de companhia russa na corte do czar Nicolau II e da czarina Alexandra. Ela foi presa pelos bolcheviques e morta a tiros nos arredores de Perm no outono de 1918.
Assim como os Romanov e seus servos que foram mortos em 17 de julho de 1918, Anastasia Hendrikova e Catharina Schneider, a idosa tutora da corte que foi morta com ela, foram glorificadas como neomártires pela Igreja Ortodoxa Russa no Exterior em 1981.

## Biografia

### Os primeiros anos
Proveniente da família do conde Vasily Alexandrovich Gendrikov e da princesa Sofia Petrovna Gagarina, Anastasia nasceu em 1887. Ela era membra da nobreza russa como parte da família Hendrikov. Apelidada de "Nastenka", ela era descendente da irmã de Catarina I da Rússia, segunda esposa de Pedro, o Grande.
Anastasia foi nomeada em 1910 para o papel de dama de honra da Imperatriz Alexandra Feodorovna e também serviu como "governanta não oficial" das quatro Grã-Duquesas.

### Exílio e prisão

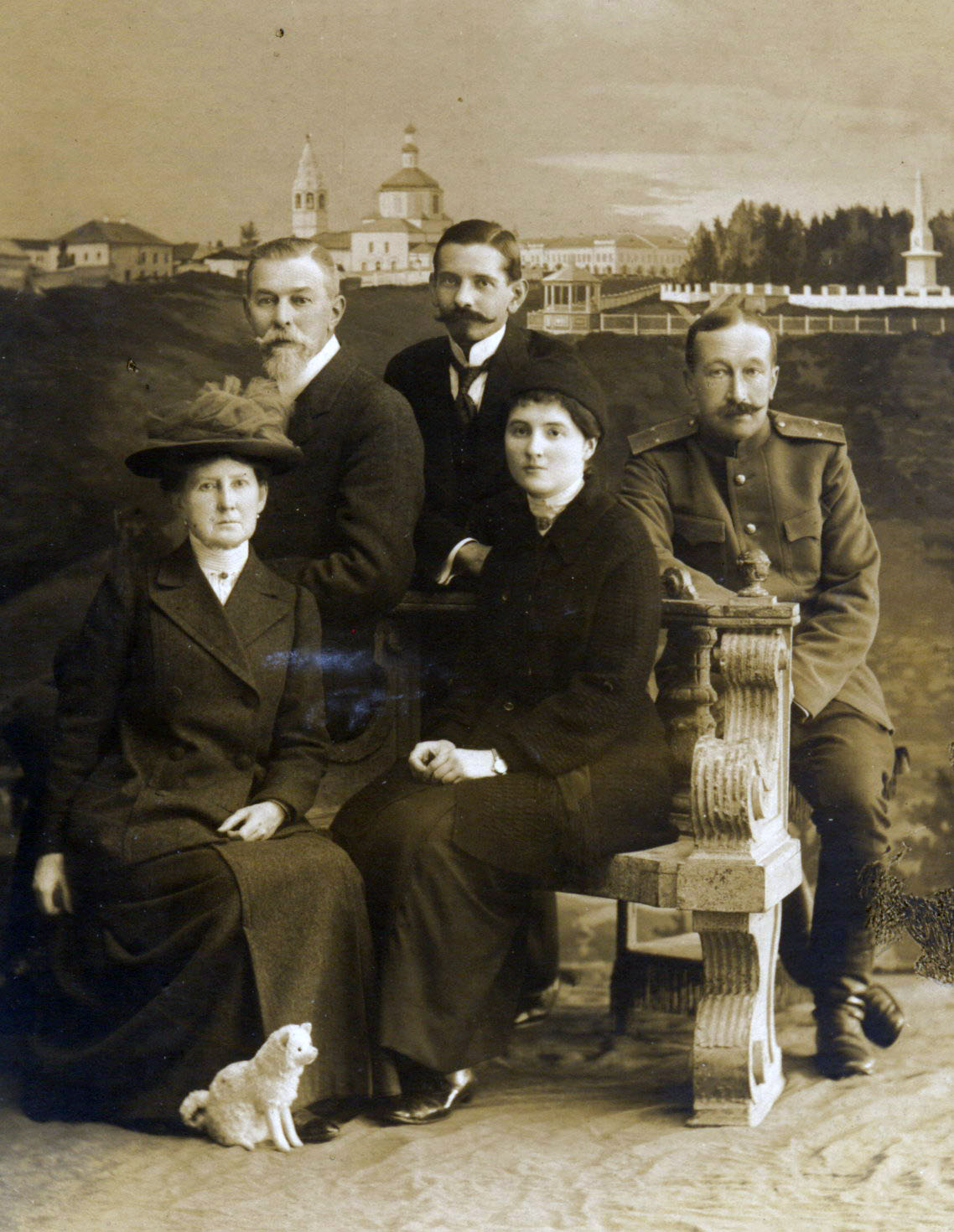
Da esquerda para a direita: Catharina Schneider, conde Ilya Tatishchev, Pierre Gilliard, Anastasia Hendrikova e o príncipe Vasily Dolgorukov

Anastasia Hendrikova era dedicada à família Romanov e escolheu seguir o czar com a sua comitiva para o exílio após a Revolução Russa de 1917, levando-os consigo primeiro para Tobolsk e depois para Ecaterimburgo, causando considerável preocupação no seio da sua família.
Sua irmã, Inočka, estava doente com tuberculose. "As duas irmãs eram tudo uma para a outra", escreveu a baronesa Sophie von Buxhoeveden, recordando também os "olhos escuros" de Hendrikova quando soube do estado de saúde da irmã. "E foi no leito de morte de Nastenka que ela soube da eclosão da revolução e decidiu regressar a Tsarskoye Selo porque a imperatriz estava em perigo".
A baronesa Buxhoeveden relata como Anastasia tinha consciência do perigo que correria: "ela tinha o pensamento fixo de que se aproximava da morte e não a temia". A baronesa relata em suas memórias: "Ela era muito bonita e parecia mais jovem do que os vinte e oito anos que realmente tinha, mas quando começou com esses pensamentos tornou-se cada vez mais desligada das coisas materiais".
Ela teve que se separar da família imperial em Ecaterimburgo e foi presa em Perm por alguns meses.

### Relatório de morte
Em 4 de setembro de 1918, Anastasia Hendrikova e Catharina Schneider, a professora de russo da czarina, foram retiradas de sua cela na prisão de Perm e levadas para a prisão com Alexei Volkov, um servo de 68 anos da comitiva do czar. O grupo juntou-se a outros oito prisioneiros, incluindo servos do grão-duque Mikhail Alexandrovich. O grupo foi escoltado por vinte e dois guardas de nacionalidade não russa.
Volkov, que mais tarde conseguiu escapar, afirmou que quando perguntou pessoalmente a um guarda para onde seriam levados, foi-lhe dito que seriam levados "para uma casa de detenção". Anastasija, que também fez a mesma pergunta a um guarda, foi informada de que seriam levadas "para a prisão central". "E de onde?", perguntou Anastasia, e o guarda respondeu "Bem, em Moscou!". Diante daquela resposta, como se conseguisse prever tudo, ela fez o sinal da cruz.
Quando o grupo estava pronto para partir, eles marcharam por mais alguns momentos e depois os prisioneiros foram alinhados em duas filas, com os homens na frente e as mulheres atrás. Volkov conseguiu escapar durante os preparativos para o tiroteio. Ele ouviu um apito de bala perto de seu ouvido, mas atrás dele ouviu com mais clareza os tiros de rifle contra os outros prisioneiros do grupo: entre eles Anastasia Hendrikova, que foi morta.
Os corpos de Anastasia e Catharina Schneider foram recuperados pelo Exército Branco em maio de 1919, e enterrados no cemitério Egošicha, em Perm. Contudo, os túmulos foram destruídos quando os bolcheviques recuperaram o controle da cidade. Em 2020, foram exumados o que se alegavam serem os seus restos mortais e enviados para estudo forense. Em maio de 2024, os resultados confirmaram que os restos encontrados pertenciam a Anastasia Hendrikova e Catharina.